# Palm van Warschau

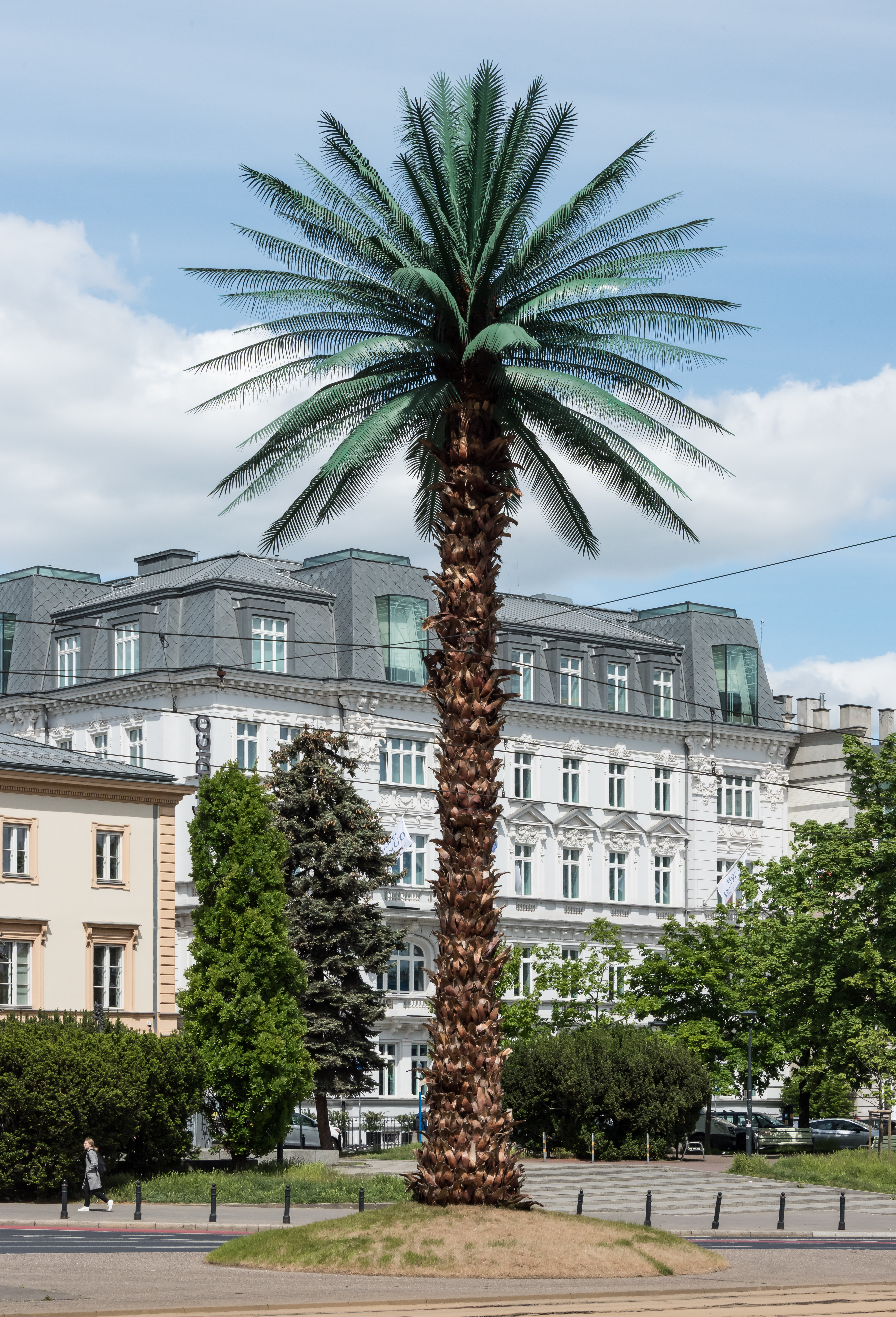
De kunstmatige palm van Warschau op de Rondo Charles'a de Gaulle'a (Charles de Gaullerotonde).

De palm van Warschau is een kunstobject in de openbare ruimte van Warschau, Polen. Het is een kunstmatige palm (Phoenix canariensis) die permanent opgesteld staat op de kruising van de straten Aleje Jerozolimskie (Jerusalem Avenue) en Nowy Świat (Nieuwe Wereld). Het is op 12 december 2002 opgericht naar een idee en ontwerp van kunstenares Joanna Rajkowska in het kader van het project Greetings from Jerusalem Avenue (Pools: Pozdrowienia z Alej Jerozolimskich). Gebruikte materialen zijn: metaal, beton en kunststof. Het is ongeveer 15 meter hoog.

## Geschiedenis
Rajkowska heeft lang moeten strijden om het (aanvankelijk tijdelijke) project voor elkaar te krijgen, de autoriteiten van de stad wilden niet meewerken. Deze situatie herhaalde zich toen de palm in 2004 nodig gerenoveerd moest worden. Op 12 december, de tweede verjaardag van de palm verzamelde zich een groep supporters en vertegenwoordigers van de Groene Partij om in zwemkleding in de winterkou te collecteren en handtekeningen te verzamelen om aan te bieden aan burgemeester Lech Kaczyński. Het duurde tot 2007 voordat een restauratie plaatsvond, waarbij de palm nieuwe bladeren kreeg van andere materialen en er andere verbeteringen werden aangebracht.
In 2007 heeft Rajkowska nog een kunstwerk geplaatst in de openbare ruimte van Warschau: Dotleniacz (Zuurstofgenerator).

## Politieke betekenis
Het oprichten van een palm was bedoeld als sociaal experiment: Hier liep vroeger de weg naar de joodse wijk Nowa Jerozolima (Nieuw Jeruzalem), een geschiedenis die totaal verdwenen is, en Rajkowska, die in 2001 Israël bezocht, wilde testen of de Poolse samenleving bereid was een dergelijk vreemd element in het straatbeeld van Warschau te accepteren. Op de plek van de palm stond vroeger jaarlijks een grote kerstboom.
Volgens Rajkowska heeft de palm de inwoners van de stad verdeeld in voorstanders van de palm, die de palm zien als een symbool van een stad die open staat voor andere culturen, ontwikkeling en verandering (de progressieven), en tegenstanders die gericht zijn op orde, traditie en een gesloten houding hebben tegenover de buitenwereld (de conservatieven).